# 资本原始积累
在马克思主义政治经济学和先前的理论中，资本原始积累（简称原始积累）这一问题关系到资本的起源，进而关系到有产者与无产者的阶级划分。《中国大百科全书》的“资本原始积累”词条定义为“通过暴力使直接生产者与生产资料相分离，由此使货币财富迅速集中于少数人手中的历史过程。”
亚当·斯密认为原始积累（斯密称“预先积累”）是一个和平的进程，其中一些工人比其他工人工作更勤奋，并逐渐积累了财富，最终让不那么勤奋的工人接受自己的工资。卡尔·马克思拒绝该解释，认为这是“幼稚”的。用大卫·哈维的话说，原始积累“需要占用土地，例如圈地，驱逐常住民以产生无地无产阶级，然后再将土地投入到资本积累的私有化洪流”。这一过程可能通过暴力、战争、奴役和殖民主义来实现。在中国大陆，体制内学者赵燕菁认为中国特色的“土地财政”以和平的方式完成了中国的原始积累，然而，中华人民共和国的和平资本原始积累是基于之前暴力进行的生产资料公有化（如土地革命）、“大跃进”等经济灾难的基础上完成的。

## 命名和翻译
这一概念最初有各种不同的名称，而表示资本主义起源的“积累”首先由亚当·斯密提出。斯密在《國富論》的第二卷引言中谈到了一种预先（英語：previous）的积累，但并未真正在《国富论》中将积累称为“预先积累”；卡尔·马克思在《资本论》中引用了斯密的表述，将其翻译为德语的（意为“原始的”“初始的”）；马克思作品的英译者又将其翻译成英语的。蘇格蘭經濟學家詹姆斯·斯图亚特於其1767年出版的著作《政治經濟學原理探究》（An Inquiry into the Principles of Political Economy）中探討了資本原始積累問題，因此被一些学者认为是原始积累理论的最伟大的古典理论家。

## 政治经济学的神话
在区分资本的起源时，马克思认为有必要反驳他认为是关于资本主义起源的“宗教神话”和“童话故事”。马克思写道：
这种原始积累在政治经济学中所起的作用，同原罪在神学中所起的作用几乎是一样的。亚当吃了苹果，人类就有罪了。人们在解释这种原始积累的起源的时候，就像在谈过去的奇闻逸事。在很久很久以前有两种人，一种是勤劳的，聪明的，而且首先是节俭的精英，另一种是懒惰的，耗尽了自己的一切，甚至耗费过了头的无赖汉……于是出现了这样的局面：第一种人积累财富，而第二种人最后除了自己的皮以外没有可出卖的东西。大多数人的贫穷和少数人的富有就是从这种原罪开始的；前者无论怎样劳动，除了自己本身以外仍然没有可出卖的东西，而后者虽然早就不再劳动，但他们的财富却不断增加。例如梯也尔先生为了替所有权辩护，甚至带着政治家的严肃神情，向一度如此富有才华的法国人反复叨念这种乏味的儿童故事。——《资本论》第一卷第24章
其中必须解释的是，历史上资本主义生产关系是如何建立起来的。换句话说，生产资料如何私有化和交易，以及资本家如何才能在劳动力市场上找到能够并愿意为他们工作的工人（他们没有其他谋生手段）；他们也称为“产业后备军”。

## 原始积累与殖民主义之间的联系
在本地对制造业投资的障碍逐渐消除、统一的全国市场在民族主义意识形态下建立起来的同时，马克思看到了国际贸易对商业发展的强烈推动力：
美洲金银产地的发现，土著居民的被剿灭、被奴役和被埋葬于矿井，对东印度开始进行的征服和掠夺，非洲变成商业性地猎获黑人的场所——这一切标志着资本主义生产时代的曙光。这些田园诗式的过程是原始积累的主要因素。接踵而来的是欧洲各国以地球为战场而进行的商业战争。这场战争以尼德兰脱离西班牙开始，在英国的反雅各宾战争中具有巨大的规模，并且在对中国的鸦片战争中继续进行下去，等等。
原始积累的不同因素，多少是按时间顺序特别分配在西班牙、葡萄牙、荷兰、法国和英国。在英国，这些因素在17世纪末系统地综合为殖民制度、国债制度、现代税收制度和保护关税制度。这些方法一部分是以最残酷的暴力为基础，例如殖民制度就是这样。但所有这些方法都利用国家权力，也就是利用集中的、有组织的社会暴力，来大力促进从封建生产方式向资本主义生产方式的转化过程，缩短过渡时间。暴力是每一个孕育着新社会的旧社会的助产婆。暴力本身就是一种经济力。——《资本论》第一卷第24章

## 原始积累和私有化
马克思认为，原始积累的全部目的是使生产资料私有化，令实施剥削生产资料占有者能够从缺乏生产资料、必须为他们工作的劳工的剩余劳动中赚钱。
马克思所说原始积累意味着直接从生产者的没收，更具体地说，是“基于其所有者的劳动而消灭私有财产……靠自己劳动挣得的私有制，即以各个独立劳动者与其劳动条件相结合为基础的私有制，被资本主义私有制，即以剥削他人的但形式上是自由的劳动为基础的私有制所排挤。”

## 资本主义的社会关系
在《资本论》第一卷的最后一章中，马克思在评论爱德华·吉本·威克菲尔德的殖民理论时，描述了他认为资本主义所必需的社会条件：
韦克菲尔德在殖民地发现，拥有货币、生活资料、机器以及其他生产资料，而没有雇佣工人这个补充物，没有被迫自愿出卖自己的人，还不能使一个人成为资本家。他发现，资本不是一种物，而是一种以物为中介的人和人之间的社会关系。他向我们感慨地说，皮尔先生把共值5万镑的生活资料和生产资料从英国带到新荷兰的斯旺河去。皮尔先生非常有远见，他除此以外还带去了300名工人阶级成员——男人、妇女和儿童。可是，一到达目的地，“皮尔先生竟连一个替他铺床或到河边打水的仆人也没有了”。不幸的皮尔先生，他什么都预见到了，就是忘了把英国的生产关系输出到斯旺河去！——《资本论》第一卷第25章
这表明马克思关注移民的殖民主义，以及“免费”土地（更准确而言，是从土著人手中夺取的土地）如何破坏了资本主义社会关系。

## 持续的原始积累
一些正统马克思主义者认为原始积累是中世纪晚期发生的事情，并在很久以前，即资本主义工业发端时就结束了。他们认为原始积累是从封建“阶段”到资本主义“阶段”过渡的过程。
但是，这可谓是对马克思思想和历史现实的错误表述，因为即使在21世纪，封建型经济也存在于世界各地。
马克思关于原始积累的故事应当看作是资本主义市场扩张总原理的特例。贸易在一定程度上是逐步增长的，但是建立资本主义生产关系通常涉及使用武力和暴力；转变财产关系意味着以前由一些人拥有的资产变为由其他人拥有，在这一强制性的过程中，人们被迫与他们的资产分离。这是一个持续的剥夺、無產階級化和城市化进程。
在他的《资本论》第一卷的序中，马克思对比英国和德国，指出欠发达国家也面临着原始积累的过程。马克思写道：“但是，如果德国读者看到英国工农业工人所处的境况而伪善地耸耸肩膀，或者以德国的情况远不是那样坏而乐观地自我安慰，那我就要大声地对他说：这正是说的阁下的事情！”
马克思在这里指的是以“剥夺”的过程程扩大资本主义生产方式（而不是扩大国际贸易）。他继续说：“问题本身并不在于资本主义生产的自然规律所引起的社会对抗的发展程度的高低。问题在于这些规律本身，在于这些以铁的必然性发生作用并且正在实现的趋势。工业较发达的国家向工业较不发达的国家所显示的，只是后者未来的景象。”

## 大卫·哈维的剥夺性积累理论
大卫·哈维在其2003年的著作《新帝国主义》中扩展了“原始积累”的概念，创立了“剥夺性积累”这一新概念。和曼德尔（Mandel）一样，哈维也认为“原始”一词容易导致对资本主义史的误解，即认为资本主义的最初的“原始”阶段某种程度上是一个过渡阶段，一旦开始就不需要重复。相反，哈维认为原始积累（“剥夺性积累”）是世界范围内资本积累过程中的一个持续过程。由于“过度积累”造成危机（马克思主义的核心观点）被认为是资本积累过程中的一个不变的因素，因此“剥夺性积累”过程可能会暂时缓解危机。这可以通过简单地降低消费品的价格（从而推高一般消费倾向）来实现，而这反过来又可以通过大大降低生产投入的价格来实现。只要投入品价格下降的幅度大于消费品价格的下降幅度，利润率就能暂时增加：
……因此，在保证持续获利机会方面，获取廉价的投入与获取广大的市场具有同等重要的意义。这就意味着不但应该迫使非资本主义区域开放其贸易（这也非常有用），而且应该迫使它们允许资本利用廉价的劳动力、原材料、土地等，在有利可图的冒险事业领域进行投资。
对于任何权力的资本主义逻辑而言，其普遍性的推动力并非来自阻止非资本主义区域发展资本主义，而是这些区域应当一直保持开放的态势。——大卫·哈维，《新帝国主义》
哈维的理论扩展涵盖了较新的经济领域，例如知识产权、私有化以及对自然和民俗的掠夺和利用。
公共服务的私有化将巨额利润输送到了资本家手中。如果它们仍属于公共部门，这种利润一开始就不会存在。从这个意义上说，利润是通过对人民或国家的剥夺而创造出来的。破坏环境的工业也类似，因为环境“天然地”属于每个人，或者不属于任何人：事实上，它“属于”当地居民。
跨国制药公司收集有关欠发达国家本地人如何使用草药或其他天然药物的信息，进行一些研发以找到使这些天然药物的有效成分，并对“发现”进行专利保护。这样跨国药企就能以将药品出售给当地人，而这些当地人本来是药品知识的最初来源。也就是说，资本通过知识产权剥夺了民俗（知识、智慧、实践）。
大卫·哈维也认为，剥夺式积累是过度积累的暂时或部分解决方案。由于剥夺式积累使原材料更便宜，因此利润率至少可以暂时上升。
哈维的解释受到了布拉斯（Brass）的批评，布拉斯对所谓的当今的原始积累（或剥夺式积累）必然导致无产阶级化的观点提出了异议。因为哈维将后者等同于直接生产者（主要是小农）与生产资料（土地）的分离，所以他认为这导致了自由劳动力的形成。相比之下，布拉斯指出，去农民化的过程在许多情况下产生了不自由的工人，因为他们个人无法将自己的劳动力出售给愿意为其支付最高报酬的人，因而也就无法将其商品化。

## 熊彼特对马克思理论的批判
经济学家约瑟夫·熊彼特不同意马克思对资本起源的解释，因为熊彼特不相信剝削理論。在自由主义经济学理论中，市场将每个人所创造的确切价值返回给每个人；资本家就是那些非常善于储蓄的人，他们的贡献尤其巨大，他们不会从别人或环境中夺走任何东西。自由主义者认为，资本主义没有内部缺陷或矛盾。只有外部威胁。对于自由主义者来说，暴力的资本原始积累的必要性的概念是特别煽动性的。熊彼特写道：
（原始积累的问题）首先是向那些支持利益剝削理论的作者，主要是马克思和马克思主义者提出的，他们因此必须面临着剥削者如何确保控制“资本”（无论如何定义）的最初储备以用于实施剥削——该理论本身不能回答这个问题，并且显然能够用与剥削的概念非常不相干的方式来回答。——约瑟夫·熊彼特，Business Cycles, Vol. 1, New York; McGraw-Hill, 1939, p. 229
熊彼特认为，帝国主义不是资本主义的必要起点，也不需要以之巩固资本主义，因为帝国主义在资本主义前就已存在。熊彼特认为，无论经验证据如何，资本主义世界贸易理论上都可以和平发展。熊彼特断言，即使帝国主义出现，它也与资本主义本身的内在本质或资本主义市场的扩张无关。熊彼特和马克思之间的区别很微妙。马克思声称，资本主义需要暴力和帝国主义，首先是以一些战利品来启动资本主义，并剥夺大众以诱使他们以工人的身份进入资本主义关系，然后克服资本主义关系中随着时间的推移产生的致命矛盾。熊彼特认为，帝国主义是一个国家所追求的返祖的冲动，与经济上的统治阶级利益无关。
帝国主义是一个国家无限制地使用武力扩张的无目的倾向……现代帝国主义是绝对君主制国家的传家宝之一。资本主义的“内在逻辑”永远进化不出帝国主义。它的根源是王侯的政策和前资本主义社会环境。但即使出口垄断也不是帝国主义，在太平洋资产阶级手中也决不会发展成帝国主义。帝国主义的产生仅仅是因为战争机器、它的社会氛围，以及军事意志被传承下来，同时也因为存在以斗武为导向的阶级（即贵族）。在资产阶级的各种利益中，军事势力可以与之结盟。这个联盟保持着对抗本能和统治的理念的活力。它导致的社会关系也许最终可以用生产关系来解释，但并不仅仅是资本主义的生产关系。——约瑟夫·熊彼特，The Sociology of Imperialism (1918).